# Desconcentració
La desconcentració és una tècnica administrativa que consisteix en el traspàs de la titularitat o l'exercici d'una competència que les normes li atribueixen com a pròpia a un òrgan administratiu en un altre òrgan de la mateixa administració pública jeràrquicament depenent
La mateixa norma que atribueixi la competència haurà de preveure els requisits i termes de la desconcentració així com la mateixa possibilitat del seu exercici. Requereix per a la seva eficàcia la publicació en el Butlletí Oficial que correspongui. La desconcentració es realitzarà sempre entre òrgans jeràrquicament dependents i en sentit descendent. El fet que es transfereixi la titularitat i no únicament el seu exercici (com és el cas de la delegació de competències) implica que l'òrgan que rep la competència l'exerceix com a pròpia.
En virtut de la desconcentració, una unitat organitzativa pot realitzar una o ambdues de les següents accions. D'una banda, crear òrgans per a ubicar-los fora del lloc seu de l'organisme, sense afectar la unitat organitzativa. Això es denomina desconcentració orgànica. D'altra banda, delegar o reassignar atribucions des d'un òrgan que els concentri cap a un altre o altres òrgans de la mateixa unitat organitzativa. Això es denomina desconcentració funcional.